# Obereopsis flavicornis
Obereopsis flavicornis är en skalbaggsart som först beskrevs av Leon Fairmaire 1889.  Obereopsis flavicornis ingår i släktet Obereopsis och familjen långhorningar. Inga underarter finns listade i Catalogue of Life.